# 1515
Cette page concerne l'année 1515  du calendrier julien. Pour l'année 1515 av. J.-C., voir 1515 av. J.-C.
L'année 1515 est une année commune qui commence un lundi.

## Événements
- 12 juin : victoire de Selim Ier sur le bey des Dulkadir à la bataille du Mont Turna, en Anatolie[1].
- 25 juillet : fondation de San Cristóbal de La Habana à Cuba, établissement à l'origine la ville de La Havane, par Diego Velázquez de Cuéllar[2].
- 9 octobre : départ de Sanlúcar de Barrameda de l'expédition de Juan Díaz de Solís. Elle découvre le Río de la Plata en 1516[3].
- Novembre, isthme de Panamá : le capitaine Antonio Tello de Guzmán crée une route nommée El Camino Real qui sera l’une des plus importantes  pour le transport de l’or en direction de Portobelo[4].

- Afrique occidentale : Askia Mohammed s’empare d’Agadez, ville tenue par les Touareg[5], mais évite d’entrer en contact avec le puissant empire du Bornou.
- Afrique orientale : le jeune Negusse Negest de l'Empire éthiopien Dawit II, qui cherche à se libérer de la tutelle de sa mère Eléni, fonde une nouvelle capitale à Entotto. L’impératrice, encore influente, envoie une ambassade à Jérusalem via Le Caire, mais les rapports entre chrétiens et musulmans se dégradent en raison de la présence portugaise dans l’océan Indien[6].

### Europe
- 1er janvier : début, à 20 ans, du règne de François Ier, roi de France, à la mort de Louis XII (fin en 1547)[7]. L’Angoumois et la Touraine passent au domaine royal.
- 25 janvier : François de Valois-Angoulême est sacré à Reims roi de France sous le nom de François Ier[7].

- 8 février : création du parlement de Rouen[8].
- 4 mars : François Ier convoque le ban et l'arrière-ban pour une campagne en Italie pour récupérer le Milanais[7].
- 24 mars : traité de Paris : Le comte de Flandre, futur Charles Quint, qui cherche à hériter de l'Espagne, s'allie avec François Ier afin d'obtenir son appui. Il est projeté un mariage entre Charles et la jeune Renée de France (4 ans alors) fille de Louis XII et d'Anne de Bretagne[9].
- Mars : révolte des paysans slovènes de la Carinthie à la frontière croate (Union paysanne)[10]. 80 à 100 000 paysans attaquent des châteaux, tuent des nobles. L’empereur envoie l’armée et fait appel aux Croates pour réprimer le mouvement dans le sang (près de 2 000 morts près de Celje en juillet).

- 20 mai : un rhinocéros est envoyé au roi Manuel Ier de Portugal[11].

- 11 juin-7 juillet, Burgos : la Haute-Navarre vient s'ajouter aux possessions de la couronne de Castille[12].
- 27 juin : François Ier renouvelle l'alliance avec Venise à laquelle il promet la libération de Vérone alors tenue par les Impériaux[13].
- 28 juin : François Ier fait signer à son épouse Claude de France un acte par lequel elle lui abandonne la Bretagne. Plus tard, elle consent à ce que la province soit attribuée à l’aîné de ses fils, contrairement aux engagements de 1499.
- 29 juin[14] : après de longues négociations, François Ier, décidé à reconquérir l’héritage milanais sur Maximilien Sforza, quitte Amboise pour rejoindre l’armée à Grenoble par Lyon. Début des guerres de la France contre Charles Quint (fin en 1529).

- 11 juin-7 juillet : la Haute-Navarre vient s'ajouter aux possessions de la couronne de Castille.

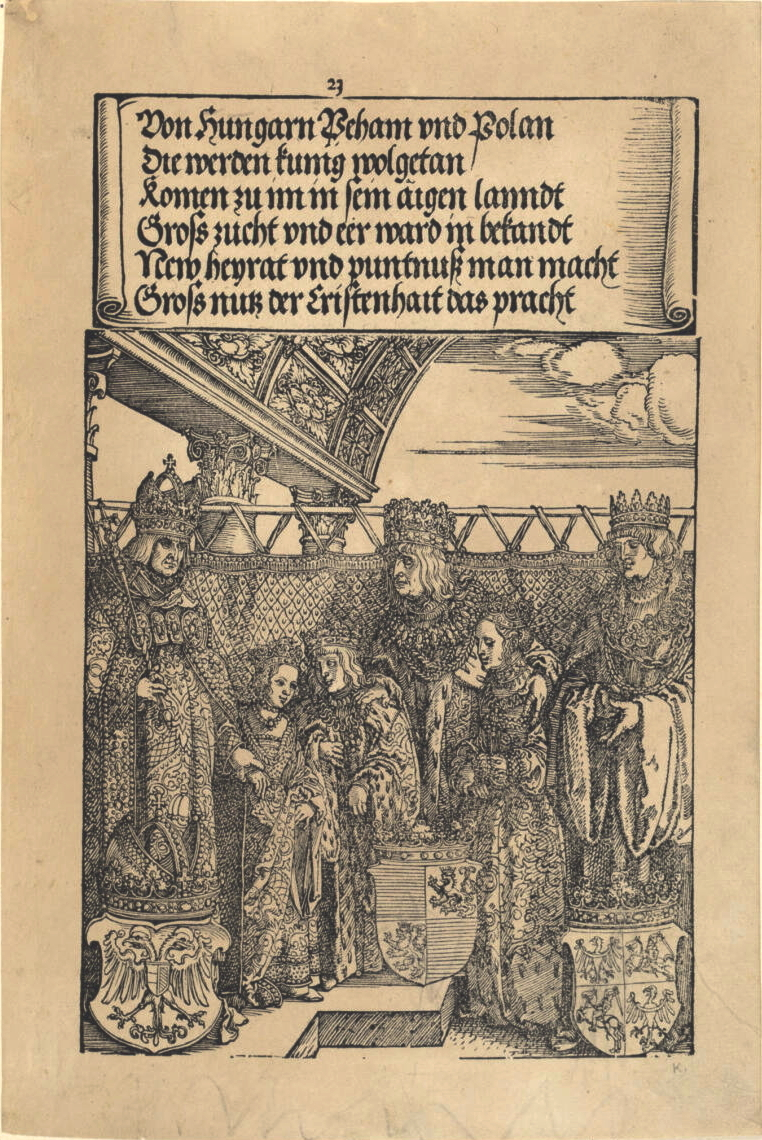
22 juillet : double mariage conclu à Vienne.

- 15-22 juillet : congrès de Vienne[15]. Un pacte de succession mutuelle est conclu entre Vladislas II Jagellon et Maximilien Ier. Marie, petite-fille de Maximilien et fille de Philippe le Beau, épouse à Vienne le fils de Vladislas II Jagellon, Louis, âgé de neuf ans (mariage célébré le 13 janvier 1522). Anne, sœur de Louis, fait l’objet d’un projet de mariage avec Ferdinand, le troisième enfant de Philippe le Beau (célébré le 25 mai 1521).
- 15 juillet, Lyon : Louise de Savoie, mère de François Ier, devient régente de France en l'absence de son fils[16].
- Juillet-août : Pedro Navarro ouvre une nouvelle voie au col de Larche[17] signalée par Trivulce dans les Alpes, alors que les Suisses gardent le col du Mont-Cenis et le col de Montgenèvre[18]. Bientôt l’armée (40 000 hommes) atteint la vallée (11 août)[16], prend Novare (30 août)[19].

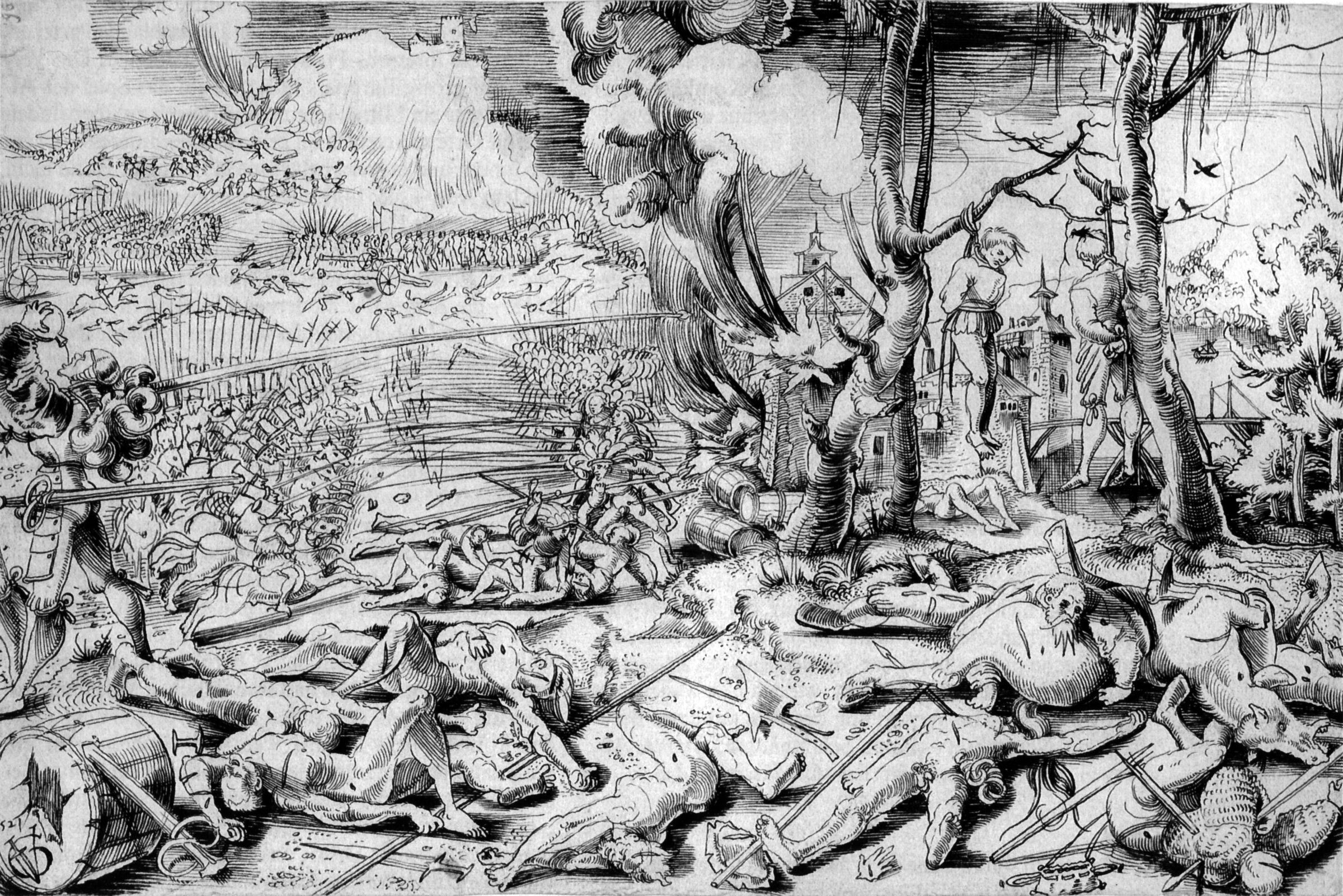
14 septembre : bataille de Marignan

- 8 septembre : François Ier conclut un accord avec les Suisses, à Gallarate[7] par lequel il s’engage à verser un million d’écu d’or. Mais l’évêque de Sion réussit à convaincre les Suisses de marcher contre l’armée française (13 septembre)[13].
- 13-14 septembre : victoire de François Ier (en partie grâce à l’aide de Venise) à Marignan contre les mercenaires Suisses des États italiens[20]. Le Milanais est ouvert et François Ier bénéficie d’une alliance avec les Suisses (engagement de mercenaires). La bataille fait 16 500 victimes. Bayard arme le roi François Ier chevalier sur le champ de bataille[13].
- 16 septembre : prise de Milan par les Français. Le roi entre dans la ville en triomphe le 11 octobre[16].

- 13 octobre : traité de Viterbe par lequel le pape Léon X reconnaît François Ier comme duc de Milan.

- 7 novembre : traité de Genève entre la France et huit des cantons suisses[13], ratifié à Fribourg par les cinq autres cantons en 1516. La monarchie française est autorisée à recruter des soldats en Suisse.
- 20 novembre : Gênes, qui a signé un traité secret avec le connétable de Bourbon, se donne au roi de France[21]. Le doge Octavien de Campo Fregoso devient gouverneur[22].
- 11 décembre : entrevue de Bologne entre François Ier et le pape Léon X[23].
- 23 décembre : Thomas Wolsey, cardinal depuis le 7 septembre, devient lord Chancelier d'Angleterre[24].

- Création de l'arsenal impérial ottoman de Galata[25].

## Décès en 1515
- 1er janvier : Louis XII, roi de France, sans héritier mâle. La couronne passe aux Valois-Angoulême (° 27 juin 1462).
- 2 février : Victor von Carben, rabbin allemand (° vers 1422).
- 6 février : Aldo Manuce, imprimeur vénitien et inventeur de l'italique (° 1449).
- 9 août : Charles de Robertet, évêque d'Albi (° ?).
- 5 novembre : Mariotto Albertinelli, peintre italien (° 13 octobre 1474).
- 16 décembre : Afonso de Albuquerque, navigateur et explorateur portugais (° 1453).

Vers 1515 :
- - Derick Baegert, peintre allemand (° vers 1440).
  - Robert Wylkynson, compositeur anglais (° vers 1450).